# Мировая серия 2022
Мировая серия 2022 (англ. 2022 World Series) — финальная серия сезона Главной лиги бейсбола 2022 года, сто восемнадцатая в истории. Игры серии прошли с 28 октября по 5 ноября 2022 года. Соперниками по финалу стали победитель Американской лиги «Хьюстон Астрос» и победитель Национальной лиги «Филадельфия Филлис». Для «Хьюстона» финал стал четвёртым за шесть лет, «Филадельфия» вышла в Мировую серию впервые с 2009 года. Официальным спонсором Мировой серии стала компания Capital One.
Победу в шести матчах одержали «Астрос». Для команды этот чемпионский титул стал вторым в истории. Самым ценным игроком серии был назван шортстоп команды Джереми Пенья.

## Предыстория
Американскую лигу в Мировой серии второй год подряд представляли «Хьюстон Астрос», всего же финал стал для команды четвёртым за последние шесть лет. В 2017 году «Астрос» выиграли у «Лос-Анджелес Доджерс», в 2019 и 2020 годах команда проиграла «Вашингтону» и «Атланте» соответственно. На пути к Мировой серии «Астрос» не потерпели ни одного поражения, выиграв серии у «Сиэтл Маринерс» и «Нью-Йорк Янкис».
«Филадельфия Филлис» вышли в Мировую серию впервые с 2009 года, по ходу сезона прервав серию из одиннадцати лет подряд без выхода в плей-офф. Стартовав с раунда уайлд-кард, команда обыграла «Сент-Луис Кардиналс», «Атланту Брэйвз» и «Сан-Диего Падрес».

## Расписание и результаты
Серия стартовала 28 октября 2022 года на стадионе «Минит-мейд-парк» в Хьюстоне. Четвёртый матч запланирован на 1 ноября, игры с пятой по седьмую при необходимости пройдут 2, 4 и 5 ноября.
| Игра | Дата       | Результат                                      | Место проведения   | Время | Посещаемость |
| ---- | ---------- | ---------------------------------------------- | ------------------ | ----- | ------------ |
| 1    | 28 октября | Хьюстон Астрос — Филадельфия Филлис — 5:6 (10) | Минит-мейд-парк    | 4:34  | 42 903       |
| 2    | 29 октября | Хьюстон Астрос — Филадельфия Филлис — 5:2      | Минит-мейд-парк    | 3:18  | 42 926       |
| 3    | 1 ноября   | Филадельфия Филлис — Хьюстон Астрос — 7:0      | Ситизенс-бэнк-парк | 3:08  | 45 712       |
| 4    | 2 ноября   | Филадельфия Филлис — Хьюстон Астрос — 0:5      | Ситизенс-бэнк-парк | 3:25  | 45 693       |
| 5    | 3 ноября   | Филадельфия Филлис — Хьюстон Астрос — 2:3      | Ситизенс-бэнк-парк | 3:57  | 45 693       |
| 6    | 5 ноября   | Хьюстон Астрос — Филадельфия Филлис — 4:1      | Минит-мейд-парк    | 3:13  | 42 958       |

### Отчёты о матчах

#### Игра 1
Мировая серия стартовала 28 октября игрой в Хьюстоне. За три часа до матча на прилегающих к стадиону улицах начался фестиваль для болельщиков. В течение всей серии торжественные мероприятия были посвящены 60-летию профессионального бейсбола в городе. Гимн США перед игрой исполнил певец Эрик Бертон, один из основателей группы Black Pumas и номинант на премию «Грэмми». В церемонии открытия также приняла участие олимпийская чемпионка по гимнастике Симона Байлз. Первую подачу исполнил Терри Пул, член клубного Зала славы «Астрос».
Джастин Верландер, открывавший матч в составе «Хьюстона», стал всего вторым в истории питчером, вышедшим в стартовом составе на игру Мировой серии в трёх разных десятилетиях. До него подобное удалось только Роджеру Клеменсу. В начале игры «Астрос» быстро повели в счёте 5:0, два хоум-рана выбил аутфилдер Кайл Такер, но удержать преимущество команде не удалось. В пятом иннинге Филадельфия отыгралась, счёт 5:5 продержался до конца девятого иннинга, когда «Хьюстон» не использовал возможность набрать очки после сингла и украденной базы Хосе Альтуве. В десятом иннинге «Филлис» вышли вперёд после хоум-рана Джей Ти Риалмуто, а затем удержали победный результат 6:5.
Дата: 28 октября 2022 года, 19:03 CDT

Стадион: «Минит-мейд-парк», Хьюстон

Зрителей: 42 903
| Команда            | 1 | 2 | 3 | 4 | 5 | 6 | 7 | 8 | 9 | 10 | R | H  | E |
| ------------------ | - | - | - | - | - | - | - | - | - | -- | - | -- | - |
| Филадельфия Филлис | 0 | 0 | 0 | 3 | 2 | 0 | 0 | 0 | 0 | 1  | 6 | 9  | 0 |
| Хьюстон Астрос     | 0 | 2 | 3 | 0 | 0 | 0 | 0 | 0 | 0 | 0  | 5 | 10 | 0 |

Победивший питчер — Серантони Домингес (1—0); проигравший питчер — Луис Гарсия (0—1); сейв — Дэвид Робертсон (1)

Хоум-раны:
- HOU: Кайл Такер 2 (2)

#### Игра 2
В церемонии открытия второй игры принимали участие группа Little Big Town, исполнившая гимн, и рэпер Bun B. Первую подачу выполнили два члена Зала славы бейсбола Крейг Биджио и Джефф Багуэлл.
«Астрос» уже в первом иннинге заработали три рана, открыв матч тремя экстра-бейс-хитами. Питчеру «Филадельфии» Заку Уилеру не помог дополнительный день отдыха, скорость ряда его подач была ниже, чем в среднем по ходу регулярного чемпионата. В пятом иннинге двухочковый хоум-ран Алекса Брегмана сделал счёт 5:0. Этот хоум-ран стал для него шестым в Мировых сериях, Брегман стал лидером среди третьих базовых по этому показателю. В концовке «Филлис» не смогли второй раз подряд отыграть отставание в счёте, «Хьюстон» одержал победу 5:2.
Дата: 29 октября 2022 года, 19:03 CDT

Стадион: «Минит-мейд-парк», Хьюстон

Зрителей: 42 926
| Команда            | 1 | 2 | 3 | 4 | 5 | 6 | 7 | 8 | 9 | R | H | E |
| ------------------ | - | - | - | - | - | - | - | - | - | - | - | - |
| Филадельфия Филлис | 0 | 0 | 0 | 0 | 0 | 0 | 1 | 0 | 1 | 2 | 6 | 1 |
| Хьюстон Астрос     | 3 | 0 | 0 | 0 | 2 | 0 | 0 | 0 | 0 | 5 | 7 | 2 |

Победивший питчер — Фрамбер Вальдес (1—0); проигравший питчер — Зак Уилер (0—1)

Хоум-раны:
- HOU: Алекс Брегман (1)

#### Игра 3
На старте третьего матча серии «Филадельфия» быстро обеспечила себе перевес в счёте. Стартовый питчер «Астрос» Лэнс Маккаллерс пропустил хоум-раны от Брайса Харпера, Алека Бома и Брэндона Марша в первых двух иннингах, а в пятом дальними ударами отметились Кайл Шворбер и Рис Хоскинс. По данным ESPN Stats & Info, «Филлис» стали первой командой в истории, выбившей пять хоум-ранов в первых пяти иннингах в игре Мировой серии. Пять пропущенных Маккаллерсом хоум-ранов также стали новым «рекордом». Его визави Ранхер Суарес за пять проведённых иннингов позволил звёздному нападению Хьюстона выбить всего три хита.
Дата: 1 ноября 2022 года, 20:03 EDT

Стадион: «Ситизенс-бэнк-парк», Филадельфия

Зрителей: 45 712
| Команда            | 1 | 2 | 3 | 4 | 5 | 6 | 7 | 8 | 9 | R | H | E |
| ------------------ | - | - | - | - | - | - | - | - | - | - | - | - |
| Хьюстон Астрос     | 0 | 0 | 0 | 0 | 0 | 0 | 0 | 0 | 0 | 0 | 5 | 0 |
| Филадельфия Филлис | 2 | 2 | 0 | 0 | 3 | 0 | 0 | 0 | 0 | 7 | 7 | 0 |

Победивший питчер — Ранхер Суарес (1—0); проигравший питчер — Лэнс Маккаллерс (0—1)

Хоум-раны:
- PHI: Брайс Харпер (1), Алек Бом (1), Брэндон Марш (1), Каайл Шворбер (1), Рис Хоскинс (1)

#### Игра 4
До пятого иннинга четвёртого матча серии счёт оставался неоткрытым. Затем Чез Маккормик, Хосе Альтуве и Джереми Пенья последовательно выбили синглы, заняв базы и вынудив тренера «Филадельфии» Роба Томсона заменить стартового питчера Аарона Нолу. Сменивший его Хосе Альварадо сразу же позволил Йордану Альваресу открыть счёт, после чего «Хьюстон» увеличил преимущество. Главным же событием игры стал комбинированный ноу-хиттер питчеров «Астрос» Кристиана Хавьера, Брайана Абреу, Рафаэля Монтеро и Райана Прессли. Ноу-хиттер стал третьим в истории плей-офф Главной лиги бейсбола и вторым в Мировых сериях после совершенной игры Дона Ларсена в 1956 году.
Дата: 2 ноября 2022 года, 20:03 EDT

Стадион: «Ситизенс-бэнк-парк», Филадельфия

Зрителей: 45 693
| Команда            | 1 | 2 | 3 | 4 | 5 | 6 | 7 | 8 | 9 | R | H  | E |
| ------------------ | - | - | - | - | - | - | - | - | - | - | -- | - |
| Хьюстон Астрос     | 0 | 0 | 0 | 0 | 5 | 0 | 0 | 0 | 0 | 5 | 10 | 0 |
| Филадельфия Филлис | 0 | 0 | 0 | 0 | 0 | 0 | 0 | 0 | 0 | 0 | 0  | 0 |

Победивший питчер — Кристиан Хавьер (1—0); проигравший питчер — Аарон Нола (0—1)

Хоум-раны:
- PHI: —

#### Игра 5
В пятой игре серии «Астрос» добились успеха благодаря уверенной игре стартового питчера Джастина Верландера. Он провёл на поле пять иннингов и впервые в своей карьере одержал победу в игре Мировой серии. Преимущество в счёте команда удержала при помощи реливеров Брайана Абреу и Райана Прессли. В атаке ярче всего проявил себя шортстоп Джереми Пенья, выбивший результативный сингл и хоум-ран. В защите также отличились Трей Мансини и Чез Маккормик.
Дата: 3 ноября 2022 года, 20:03 EDT

Стадион: «Ситизенс-бэнк-парк», Филадельфия

Зрителей: 45 693
| Команда            | 1 | 2 | 3 | 4 | 5 | 6 | 7 | 8 | 9 | R | H | E |
| ------------------ | - | - | - | - | - | - | - | - | - | - | - | - |
| Хьюстон Астрос     | 1 | 0 | 0 | 1 | 0 | 0 | 0 | 1 | 0 | 3 | 9 | 0 |
| Филадельфия Филлис | 1 | 0 | 0 | 0 | 0 | 0 | 0 | 1 | 0 | 2 | 6 | 1 |

Победивший питчер — Джастин Верландер (1—0); проигравший питчер — Ноа Синдергард (0—1); сейв — Райан Прессли (1)

Хоум-раны:
- PHI: Кайл Шворбер (2)

## Трансляции
Все игры Мировой серии транслирует телеканал Fox. В состав бригады комментаторов вошли Джон Смолц, Кен Розенталь, Том Вердуччи и Джо Дэвис, заменивший перешедшего на работу на ESPN Джо Бака.